# Rhagastis trilineata
Rhagastis trilineata là một loài bướm đêm thuộc họ Sphingidae. Loài này có ở Nhật Bản.
Nó giống với Rhagastis mongoliana.
Ấu trùng ăn loài Hydrangea macrophylla.